# Китаєзнавство

КНР у сучасних межах

Китаєзнавство, китаїстика, синолоґія (від пізньолатинського Sina — Китай) — комплекс наук, які вивчають історію, економіку, політику, філософію, мову, літературу, культуру стародавнього і сучасного Китаю.

## Сутність терміна
У Китаї для науки про минуле цієї країни використовується термін 汉学 (піньінь hànxué) або国学 (піньінь guóxué, може бути витлумачено як «батьківщинознавство», «наука про рідний край»). Перший частіше використовується в дослідженнях історії та культури ханського етносу, другий — інших національностей, що живуть на території Китаю. У Японії для позначення цієї науки служить термін канґаку (汉学, дослівно «ханське вчення»). В англомовних країнах цей термін вважається застарілим, він є складовою Китайських студій (англ. Chinese Studies).
Вчених, які займаються синолоґією, називають синолоґами, китаєзнавцями або китаїстами, в XIX в. рідко — «хінезистами» (запозичення з німецької мови).

## Історія розвитку
Синологія, як окремий науковий напрямок, виникла наприкінці XVI ст. Її виникнення пов'язане з місіонерською діяльністю європейців на території Китаю, яку здійснювали на початках переважно монахи ордену єзуїтів.
Першими синологами вважають італійських єзуїтів Мікеле Руджері (проповідував у Макао і Гуандуні з 1579 до 1588) і Матео Річі (проповідував у Китаї з 1582 до 1610). Матео Річі опублікував 1615 року свої щоденники під заголовком «De Christiana expeditione apud Sinas» («Про християнські експедиції в Китай») в латинському перекладі Ніколя Триго.
У наступному столітті декілька десятків місіонерів-єзуїтів опублікували в Європі результати своїх досліджень мови, культури, історії, природи Китаю. Зокрема, єзуїт зі Львова Михайло Боїм у 1643 році вирушив як місіонер до Китаю разом з 9 молодими єзуїтами. Відомо, що на цю поїздку надихнув його місіонер — св. Франциск Ксаверій. Результатом перебування Михайла Боїма у Піднебесній стали 25 друкованих праць з ботаніки (опублікував альбом «Flora Sinensis» — «Флора Китаю»), зоології, медицини, переклади Несторіанської стели і Конфуція, а також катехизм китайською. Не кажучи вже про етнографічні замальовки тих країв, де побував Боїм. 
У XVII—XVIII ст. центром синології був Париж, оскільки саме французькі монахи-єзуїти займали на цей час багато посад при китайському імператорському палаці. У 1736 році вийшла друком монографія Ж.-Б. Дюальда «Опис Китайської імперії». За його редакцією видано також багатотомну серію досліджень, проведених єзуїтами в Китаї. Зацікавлення перших дослідників були надзвичайно широкими. Вони стосувалися стародавньої історії Китаю, мови, перекладів китайських творів на латинь, музикознавства, а також прикладних аспектів (наприклад, технології виготовлення порцеляни).
До середини XIX ст. практично всі китаїсти були духовними особами. Світська синологія виникає у Франції в першій половині XIX ст. як академічна філологічна дисципліна. Новим поштовхом для її розвитку слугувало налагодження дипломатичних відносин з Китаєм після 1860 року.
У зв'язку з колоніальною експансією західних держав з середини XIX ст. Китай опинився в центрі геополітичних і торгово-економічних прагнень європейців. Для синологів пріоритетними стають дослідження культурно-ідеологічних традицій, зокрема літературно-поетична спадщина Китаю, де бачили «ключ» до розуміння східного імперського суспільства і загадкового східного менталітету.
У другій половині XIX ст. формуються національні синологічні школи і наукові центри (німецько-голландська, з центрами в Лейдені і Тюбінгені; французька; британська, з центром в Оксфорді і Кембриджі; північноамериканська (США), з центром у Єльському університеті; російська). Паралельно продовжувався розвиток місіонерської синології, однак її представники переважно зосереджували увагу на віровченнях і вивченні релігії та етнографії.

## Сучасний стан
У XX ст. відбувається розширення предмету дослідження китаїстики. Окрім традиційного вивчення давніх пам'яток, поширюються активні дослідження сучасного Китаю. Після другої світової війни починається новий етап китаєзнавства, формуються самостійні напрями досліджень: даологія, буддологія, дослідження архаїчного Китаю, дослідження зв'язків Китаю і Європи в новий час, історія китайської літературної та естетичної думки, релігієзнавство Китаю. Головні центри світової китаїстики переміщуються в США.

## Китаєзнавство в Україні

### Інституції

#### Наукові центри
- Інститут сходознавства імені Агатангела Кримського, Відділ Азіатсько-Тихоокеанського регіону
- Інститут світової економіки і міжнародних відносин НАН України, Відділ Африки та Азії (з 1991 р. до ліквідації в 2013 р.)

#### Навчальні заклади
- Науково-дослідний Центр орієнталістики імені Омеляна Пріцака

#### Викладання китайської мови
- Дніпровський національний університет імені Олеся Гончара (з 1992 р.)
- Київський міжнародний університет (з 1996 р.),
- Київський національний лінгвістичний університет (з 1989 р.)
- Київський національний університет ім. Тараса Шевченка (з 1990 р.)
- Київський університет «Східний світ» (1997—2012 рр.)
- Київський університет імені Бориса Грінченка
- Краматорський економіко-гуманітарний інститут (1992—2016 рр.)
- Луганський національний університет ім. Тараса Шевченка (з 2001 р.)
- Львівський національний університет ім. Івана Франка (з 2015 р.)
- Національний педагогічний університет імені М. П. Драгоманова (з 1996 р.)
- Південноукраїнський національний педагогічний університет імені К. Д. Ушинського
- Прикарпатський національний університет ім. Василя Стефаника (з 2003 р.)
- Харківський національний педагогічний університет імені Григорія Сковороди (з 1994 р.)
- Харківський національний університет ім. В. Н. Каразіна

#### Громадські організації
- Українська асоціація китаєзнавців

### Представники

#### Історія
- Гамянін Василь Іванович[1]
- Кіктенко Віктор Олексійович
- Кошовий Сергій Анатолійович
- Лещенко Леонід Овдійович (1931—2013)
- Нікішенко Сергій Олександрович (1962—2003)
- Седнєва Владислав Володимирович (1947—2007)

#### Мовознавство
- Гобова Є. В.
- Демчук Т. В.
- Карпенко Г. А.
- Козоріз О. П.
- Колодко С. А.
- Коломієць Н. В.
- Костанда І. О.
- Малицька В. А.
- Нечипоренко Б. Ю.
- Остапчук А. Л.
- Пойнар Л. М.
- Тихонова О. Ф.
- Чирко Іван Корнійович (1922—2003)
- Костенко С.О. (1963—2010)
- Шевченко О. М.

#### Літературознавство
- Акімова А. О.
- Воробей О. С.
- Ісаєва Н. С.
- Кірносова Н. А.
- Мурашевич К. Г.
- Черниш Н. О.
- Шекера Я. В.
- Філософія
- Беля В. В.
- Бойченко О. І.
- Бутко Ю. Л.
- Кіктенко В. О.
- Михайлова В. С.
- Усик А. В.

#### Політичні науки
- Білак П. П.
- Бут С. А.
- Вишневська-Черкас І. Г.
- Гримська М. І.
- Кононенко М. Г.
- Ленський П. С.
- Федоренко С. М.
- Шевчук О. В.

#### Економіка
- Алексієнко М. С.
- Величко В. В.
- Голод В. Ю.
- Макогін З. Я.
- Олійник О. М.

### Видання
- «Україна — Китай» (з 1999 р.), науково-популярний журнал
- «Китайська цивілізація: історія та сучасність» (2005—2010 рр.), науковий збірник
- «Китаєзнавчі дослідження» [Архівовано 14 Липня 2020 у Wayback Machine.]